# MGB Orion
Les MGB Orion (orthographe du fabricant : ORION) pour « Train régional optimal dans les transports publics locaux » (en allemand : «Optimaler Regionalzug Im Oeffentlichen Nahverkehr») sont des rames automotrices à plancher surbaissé en trois parties à voie métrique. Plusieurs unités ont été commandées à Stadler Bussnang en février 2020. 23 unités multiples portant la désignation ABeh 8/12 doivent être livrées avec adhérence mixte et entraînement par engrenages et quatre unités avec entraînement par adhérence pure. Le 24 juin 2022, le premier Orion ABeh 8/12 301 a été remis cérémonieusement aux MGB et transféré à Viège le 12 septembre 2022. Entre-temps, le MGB a modifié le nombre d'unités à acquérir à au moins 37 unités.

## Historique
Pour exploiter des trains-navettes avec le Deh 4/4 21–24 de l'ancien BVZ, les quatre HGe  4/4 II non modernisées et les voitures voyageurs les plus anciennes, les MGB ont eu besoin d'acquérir 12 nouvelles automotrices avant 2023.[réf. nécessaire]

## Conception

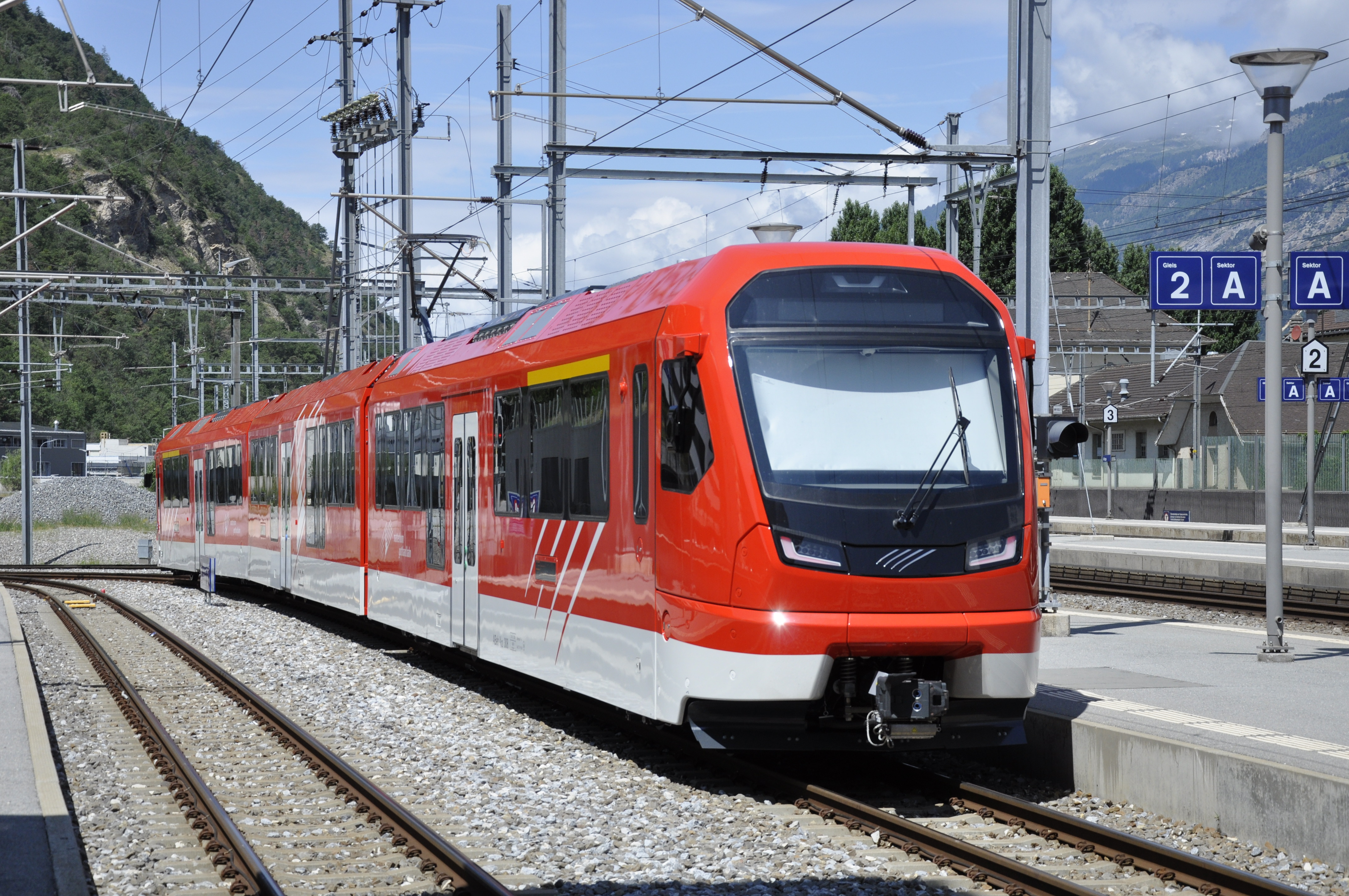
MGB Orion 308 à Viège

Les MGB souhaitaient à l'origine acquérir des véhicules basés sur les unités multiples Fink de la Zentralbahn. Mais cela n’a pas été possible pour plusieurs raisons :
- La charge par essieu des trains Fink s'élève à près de 17 tonnes, mais seules 16 tonnes sont autorisées pour les trains MGB.
- Pour l'exploitation hivernale sur la ligne du col de l'Oberalp, un déneigeur plus grand est nécessaire.
- Pour la pente de 179 ‰ de la ligne entre Göschenen et Andermatt (le Schöllenenbahn), l'automotrice « Fink » n'aurait pas assez de bogies à engrenages[4].

Les deux voitures d'extrémité des unités multiples Orion reçoivent chacune deux bogies d'entraînement de conception identique avec un entraînement par engrenages et un entraînement par adhérence. La voiture du milieu sera équipée de deux bogies de freinage. La disposition des moyens de traction permet d'obtenir le poids le plus élevé possible des wagons finaux, ce qui améliore la sécurité en cas de déraillement au col de l'Oberalp en cas de fortes chutes de neige.
Le changement de concept a conduit à un prix d'achat environ 15 pour cent plus élevé que prévu initialement. Un train de trois voitures coûtera désormais près de 12,4 millions de francs. Par rapport aux trains Komet, les nouveaux véhicules auront un deuxième pantographe, des marches coulissantes au lieu de marches pliantes et des compartiments multifonctionnels agrandis.

## Mission

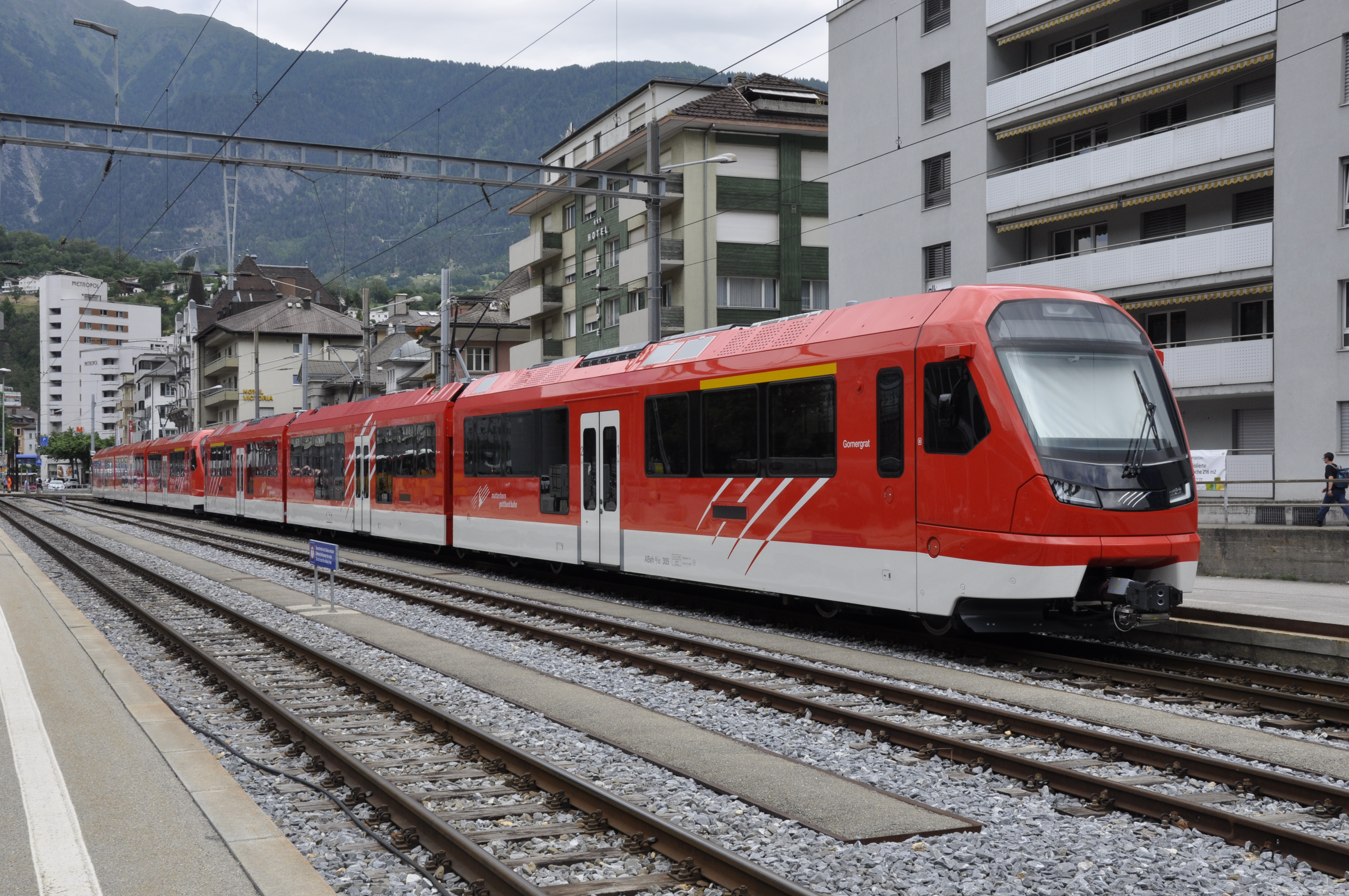
ABeh 8/12 305 + 307 en service passagers à Brigue

Après des tests et des essais approfondis, les Orion ont reçu l'autorisation d'exploitation temporaire du BAV début juin 2023. Les trains 304 et 307 circulaient alors pour la première fois avec des passagers dans la région Viège - Andermatt. Les véhicules ont été officiellement présentés le 15 juin au col de l'Oberalp. À cette occasion, le train 307 fut baptisé Oberalppass . Depuis le 19 juin, six véhicules assurent divers services sur le réseau MGB.